# Wartberg im Mürztal
Wartberg im Mürztal is een plaats en voormalige gemeente in de Oostenrijkse deelstaat Stiermarken. Het is een ortschaft van de gemeente Sankt Barbara im Mürztal, die deel uitmaakt van het district Bruck-Mürzzuschlag.
De gemeente Wartberg im Mürztal telde in 2013 2051 inwoners. Tot eind 2012 lag ze in het district Mürzzuschlag. In 2015 ging Wartberg im Mürztal bij een herindeling samen met Mitterdorf im Mürztal en Veitsch, waarbij de gemeente Sankt Barbara im Mürztal ontstond.
Stadsgemeenten:
Bruck an der Mur · Kapfenberg · Kindberg · Mariazell · Mürzzuschlag

Marktgemeenten:
Aflenz · Breitenau am Hochlantsch · Krieglach · Langenwang · Neuberg an der Mürz · Sankt Barbara im Mürztal · Sankt Lorenzen im Mürztal · Sankt Marein im Mürztal · Thörl · Turnau

Overige gemeenten:
Pernegg an der Mur · Spital am Semmering · Stanz im Mürztal  · Tragöß-Sankt Katharein
- Gemeinsame Normdatei: 4567543-0
- Virtual International Authority File: 242290622
- WorldCat: E39PBJd8gwqRqBdwcgdMyjvrbd